# Центроліт (станція)
Центролі́т (біл. Цэнтралі́т, до 1966 — роз'їзд 285 км) — залізнична станція Гомельського відділення Білоруської залізниці на перетині ліній Гомель — Калинковичі та  Світоч — Центроліт (західна обхідна кільцева лінія) між зупинним пунктом Мильча (6,3 км) та станцією Гомель-Парний (3,8 км). Розташований у західній частині міста Гомель, біля ВАТ «Гомельський ливарний завод "Центроліт"» — одного з найбільших підприємств Білорусі, що спеціалізується на виробництві литих виробів з сірого та високоміцного чавуну.
Інфраструктура станції дозволяє формувати та відправляти вантажі в універсальних контейнерах загальною вагою до 30 тонн.

## Пасажирське сполучення
На станції Центроліт зупиняються поїзди регіональних ліній економ-класу сполученням:
- Гомель — Василевичі
- Гомель — Жлобин
- Гомель — Калинковичі
- Гомель — Свєтлогорськ-на-Березині
- Гомель — Речиця
- Гомель — Хойники.